# Fortunato Pasquetti

Gerolamo Querini, Pinacoteca Querini Stampalia

Fortunato Pasquetti (Venezia, 1690 – Portogruaro, 1773) è stato un pittore italiano.

## Biografia
Allievo di Nicolò Cassana, si distinse come ritrattista, immortalando molti facoltosi patrizi della Venezia settecentesca. La prima opera di cui resta memoria, dispersa, si trovava almeno dal 1733 nella chiesa di San Simeone Profeta e raffigurava San Girolamo.
Sono numerosi gli elogi dei contemporanei: Pietro Guarienti, nel 1753, lo ricordava per i suoi "ritratti non solo somiglianti, ma vagamente inventati, ben disegnati e secondo l'arte dipinti", così come il senatore Pietro Gradenigo, nel 1760, lo annoverava "tra li più comendabili pittori per imitare ritratti, e di altezza naturale in gran quadri".
Dopo una lunga e fortunata carriera, l'artista si trasferì nel 1764 a Portogruaro, dove sarebbe morto a distanza di alcuni anni.

## Opere (selezione)
- Ritratto dell'abate Mechitar, 1744 circa, Venezia, San Lazzaro degli Armeni
- Ritratto del provveditore generale in Dalmazia e Albania Jacopo Boldù, 1744-1784, Venezia, collezione privata
- Ritratto del provveditore generale da Mar Marino Antonio Cavalli, 1746, mercato antiquario
- Ritratto del provveditore generale in Dalmazia e Albania Girolamo Maria Balbi, 1751-1753, Venezia, Ca' Rezzonico
- Ritratto del procuratore Simone Contarini, 1742 (opera dispersa nota attraverso una stampa di Giuseppe Camerata)
- Ritratto del procuratore Ermolao Barbaro, 1750, Darmstadt, Hessisches Landesmuseum
- Ritratto del procuratore Tommaso Querini, 1760, Venezia, collezione privata
- Ritratto del doge Francesco Loredan, 1756, Venezia, Gallerie dell'Accademia
- Ritratto del doge Marco Foscarini, ante 1767, Venezia, Gallerie dell'Accademia